# Kids World
Kids World è un film del 2000 diretto da Dale G. Bradley.
È un film d'avventura fantastico statunitense e neozelandese con Todd Emerson, Christopher Lloyd e Blake Foster.

## Produzione
Il film, diretto da Dale G. Bradley su una sceneggiatura di Michael Lach, fu prodotto da Grant Bradley, Tom Taylor e Brian Walden per la Blue Rider Pictures e la Daybreak Point Entertainment e girato ad Auckland in Nuova Zelanda

## Distribuzione
Il film fu distribuito  dalla Hannover Housenegli Stati Uniti dal 7 dicembre 2000 e dalla Blue Steel Releasing in Nuova Zelanda dal 28 marzo 2001. È stato distribuito anche nel Regno Unito con il titolo Honey, the Kids Rule the World in DVD.